# Wenns
Wenns es un municipio situado en el distrito de Imst, en el estado de Tirol, Austria. Tiene una población estimada, a inicios de 2023, de 2155 habitantes.
Está ubicado al oeste de la ciudad de Innsbruck —la capital del estado—, cerca de la frontera con Alemania, al norte, y con Italia, al sur. 